# 松川敏胤
松川 敏胤（まつかわ としたね、安政6年11月9日（1859年12月2日） - 昭和3年（1928年）3月7日）は、日本の陸軍軍人。軍事参議官・朝鮮軍司令官・東京衛戍総督や第10・第16師団長を歴任し、階級は陸軍大将従二位勲一等功二級に至る。宮城県仙台市出身。幼名は恭輔。

## 経歴
仙台藩士・松川安輔の長男として生まれる。松川家の36代目。原籍は現在の青葉区土樋(当時の番地は190)。藩校・養賢堂、小学校教員、二松学舎を経て、陸軍士官学校で学び、明治15年（1882年）12月25日、陸士を卒業し陸軍歩兵少尉に任官、広島鎮台歩兵第11連隊第1大隊付となる。士官生徒第5期（所謂旧5期）の松川の同期には青島守備軍司令官の由比光衛大将や第5師団長小原伝中将、第17師団長の星野金吾中将等がいる。
松川は陸軍大学校に進み、明治20年（1887年）12月、外6名の卒業生と共に第3期で卒業、優等の成績を修める。中佐であった明治32年（1899年）6月8日からドイツ公使館附を命ぜらる。明治34年（1901年）11月3日に陸軍大佐に進級。帰国して明治35年（1902年）5月5日から参謀本部第1部長兼東部都督部参謀長を命ぜられる。
明治37年（1904年）6月20日から臨時編成の満州軍作戦参謀として日露戦争に出征、同38年（1905年）1月30日、陸軍少将に進級する。明治39年（1906年）4月25日から参謀本部第1部長兼第5部長に補せられる。同年11月19日に第5部長の兼職を解かれる。明治41年（1908年）12月21日、歩兵第6旅団長に移り、同44年（1911年）9月6日、歩兵第2旅団長に移る。明治45年（1912年）2月14日、第10師団長に進み、同2月24日をもって陸軍中将に進級する。
大正3年（1914年）8月8日から第16師団長に移り、同5年（1916年）8月18日には東京衛戍総督に就任する。大正6年（1917年）8月6日、朝鮮駐剳軍司令官に進み、同7年（1918年）6月1日、軍の呼称変更に合わせて朝鮮軍司令官に就く。同年7月2日陸軍大将に進み、同年7月24日就任の軍事参議官を経て大正11年（1922年）11月24日、待命。翌年の3月23日、山梨軍縮のため停年前に予備役編入となる。昭和3年（1928年）3月7日仙台に於いて薨去。享年70。
墓所は仙台市営葛岡霊園寺院墓地の報恩寺墓地。新しい五輪塔の形をした墓石に松川家とあり、後ろに墓誌がある。なお、墓域は親戚と思われる他家と共同使用になっており、また前述の墓誌に陸軍大将という刻みがないことから非常にわかりにくい。

## 人物
優秀な人物であり、駐在武官にも任じられている。黒溝台会戦時の判断について賛否があり、司馬遼太郎の小説『坂の上の雲』での評価についても賛否がある。
ひょうげたうえに大胆な性格の人物でもある。大正9年に行われた大演習では皇太子（昭和天皇）が初めて観戦した。皇太子も諸将も緊張していたため、上原勇作参謀総長が自分の禿げ頭をヤカンに例えて緊張をほぐそうとする。松川はこれに便乗して上原の一人称が「上原の勇作」であることを変な癖だといじって見せている。また、友人に送った年賀状には「城（松川の愛犬）曰く来年東京にてお目にかかりましょう。ウーワン」と書いている。

## 栄典
位階
- 1883年（明治16年）1月3日 - 正八位[3]
- 1886年（明治19年）7月8日 - 従七位[3][4]
- 1892年（明治25年）1月12日 - 正七位[3][5]
- 1895年（明治28年）11月15日 - 従六位[3][6]
- 1899年（明治32年）4月10日 - 正六位[3][7]
- 1902年（明治35年）2月20日 - 従五位[3][8]
- 1905年（明治38年）3月7日 - 正五位[3][9]
- 1910年（明治43年）3月30日 - 従四位[3][10]
- 1912年（明治45年）4月30日 - 正四位[3][11]
- 1915年（大正4年）5月31日 - 従三位[3][12]
- 1918年（大正7年）7月31日 - 正三位[3][13]
- 1923年（大正12年）4月20日 - 従二位[14]

勲章等
- 1896年（明治29年）4月11日 - 功四級金鵄勲章・勲六等瑞宝章[15]
- 1905年（明治38年）5月30日 - 勲四等瑞宝章[16]
- 1906年（明治39年）4月1日 - 功二級金鵄勲章・勲二等旭日重光章・明治三十七八年従軍記章[17]
- 1914年（大正3年）5月16日 - 勲一等瑞宝章[18]
- 1915年（大正4年）11月10日 - 大礼記念章[19]
- 1919年（大正8年）6月28日 - 旭日大綬章
- 1920年（大正9年）11月1日 - 金杯一組・大正三年乃至九年戦役従軍記章[20]
- 1928年（昭和3年）3月7日 - 旭日桐花大綬章[21]

外国勲章等佩用允許
- 1902年（明治35年）8月4日 - プロイセン王国：王冠第二等勲章[22]

## 親族
- 妻 達子（工学技師片岡敬直の娘）
- 娘婿 西大条胖（陸軍中将・長女である千代の娘婿）
- 継嗣 恭佐（満洲国牡丹江林野局営林局長等を歴任した林業技師。ヒバ林研究で名高く、現在実施のヒバ天然林施業を確立）